# Aprilia Pegaso 125
Aprilia Pegaso 125 – włoski motocykl. Produkowany od 1988 do 1999 roku, po 1993 roku Aprilia wprowadziła face lifting zmieniono między innymi przednią owiewkę z dwoma okrągłymi kloszami na jeden o kształcie prostokąta z zaokrągleniami po bokach, dodano nowe malowania i w niektórych modelach dodano katalizator spalin w końcówce wydechu.

## Specyfikacja
- Pojemność – 124 cm³
- Rozmiar tłoka – 54 mm
- Kompresja – 12,5:1
- Gaźnik – 34 mm Dell'Orto VHSB i 28 mm Dell'Orto
- Moc maksymalna – 33 KM przy 10000 obr./min
- Napęd – Łańcuch 520/104
- Przednie zawieszenie – 41 mm Upside-Down Olejowe
- Tylne zawieszenie – Pojedynczy gazowo-olejowy regulowany
- Przedni hamulec – Jedna tarcza 300 mm 2-tłoczkowy zacisk – BREMBO
- Tylny hamulec – Jedna tarcza 220 mm 1-tłoczkowy zacisk – BREMBO
- Przednia opona – 100/90-19
- Tylna opona – 120/80-17
- Dostępne zębatki: Przód: 11,13,14,15,16,17 zębów  Tył: 40,46 zębów

## Osiągi
- Prędkość maksymalna – 157,6 km/h
- 0-100 km/h – 7,3 sekundy 31/34 KM (odblokowany)  i  9,2 sekundy 21 KM (zablokowany)